# Юджи Иде
Юджи Иде (на японски: 井出 有治 Ide Yūji; на английски: Yuji Ide) е бивш пилот от Формула 1.
Роден е в Саитама, Япония на 21 януари 1975 г.

## Формула 1
Прави своя дебют във Формула 1 в Голямата награда на Бахрейн през 2006 г. В световния шампионат записва 4 състезания, като не успява да спечели точки. Състезава се за отбора на Супер Агури.